# Conospermum scaposum
Conospermum scaposum är en tvåhjärtbladig växtart som beskrevs av George Bentham. Conospermum scaposum ingår i släktet Conospermum och familjen Proteaceae. Inga underarter finns listade i Catalogue of Life.